# كالوم هاريوت
كالوم هاريوت (بالإنجليزية: Callum Harriott)‏ (4 مارس 1994 بلندن في المملكة المتحدة - ) هو لاعب كرة قدم بريطاني في مركز الوسط. شارك مع منتخب إنجلترا تحت 19 سنة لكرة القدم. أما مع النوادي، فقد لعب مع تشارلتون أثلتيك وكولتشستر يونايتد.

## مسيرته الكروية
لعب كالوم هاريوت خلال مسيرته الاحترافية مع 3 أندية في أحد عشر موسمًا وسجل خلالها 21 هدفًا ضمن 152 مباراة. ولم يفز بأي موسم بالكأس أو بالدوري.
خاض كالوم هاريوت مسيرته مع نادي تشارلتون أثلتيك في موسم 2010–11 ليلعب معه ستة مواسم، مشاركًا في 86 مباراة سجل خلالها 11 هدفًا. ثم انتقل إلى نادي كولتشستر يونايتد في موسم 2015–16 في المرة الأولى لمدة موسم واحد ثم في موسم 2019–20 لمدة موسم واحد، حيث شارك طوالها في 42 مباراة سجل خلالها 8 أهداف. لينتقل بعدها إلى نادي ريدنغ في موسم 2016–17 واستمر معه طيلة ثلاثة مواسم، مشاركًا في 24 مباراة سجل خلالها هدفين.

## وصلات خارجية
- كالوم هاريوت على موقع قاعدة بيانات كرة القدم.إي يو (الإنجليزية)
- كالوم هاريوت على موقع ناشيونال فوتبول تيمز (الإنجليزية)
- كالوم هاريوت على موقع Soccerbase.com (لاعب) (الإنجليزية)
- كالوم هاريوت على موقع Soccerway.com (الإنجليزية)
- كالوم هاريوت على موقع عالم كرة القدم.نت (الإنجليزية)